# Реки Калмыкии

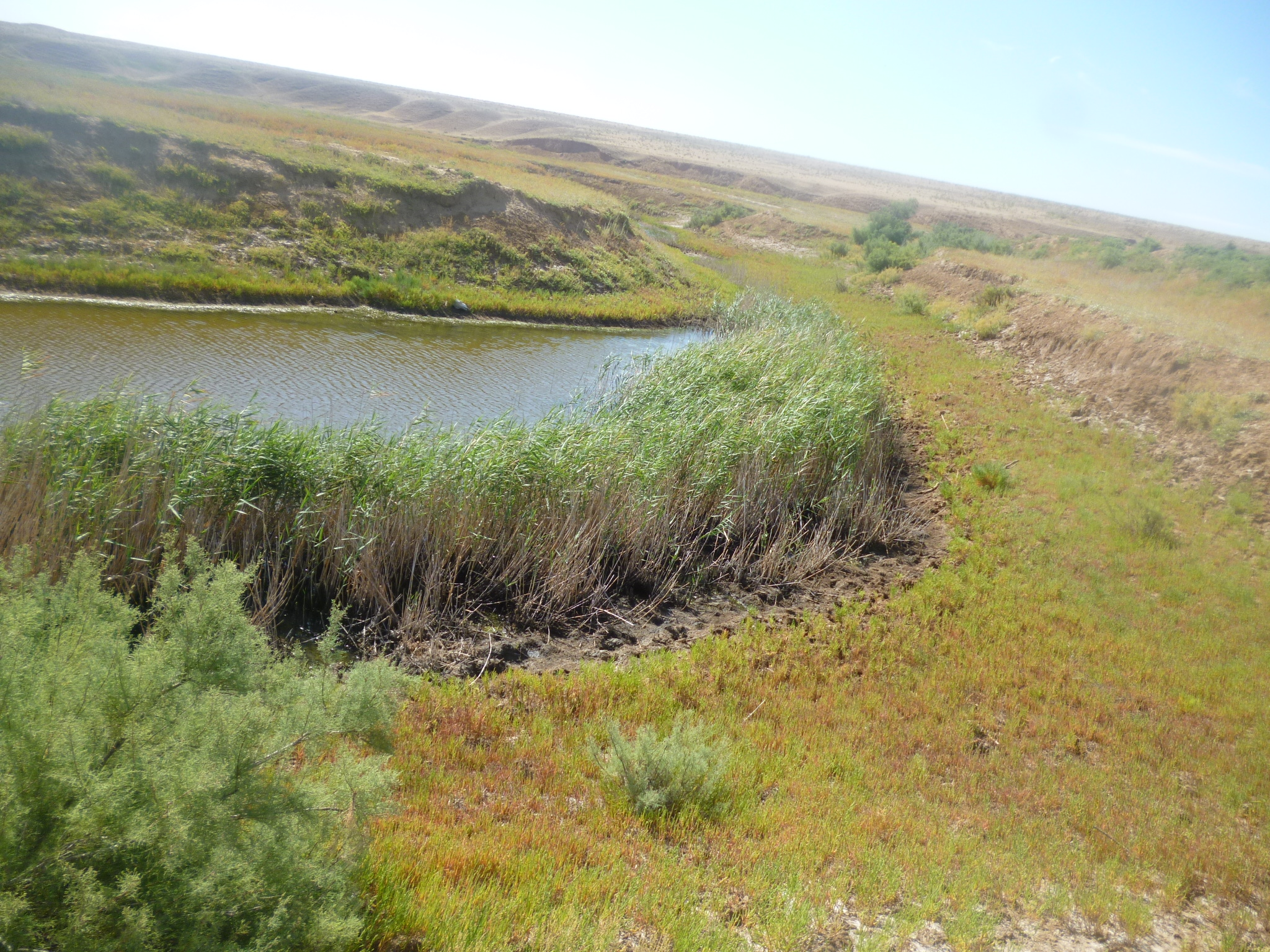
река Яшкуль

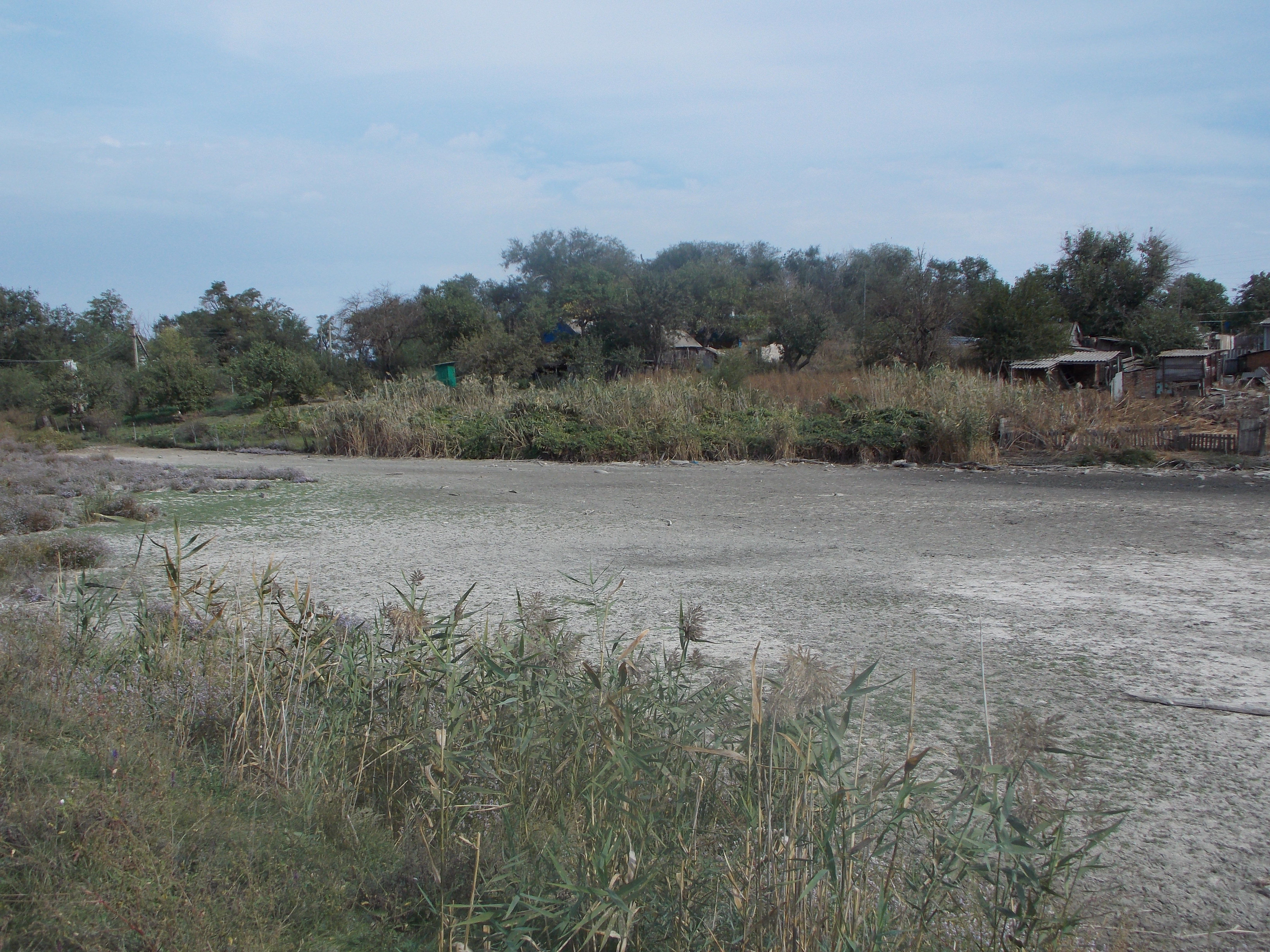
высохшее русло реки Хагин-Сала

Реки Калмыкии относятся к бассейнам двух морей – Азовского и Каспийского морей, однако большая часть рек являются бессточными (относятся к бессточным районам Западно-Каспийского бассейна). Общая площадь территории, относящейся к бессточным районам составляет 49,2 тыс. км². Все реки типичные равнинные.  У них извилистое русло и медленное течение.
Большая часть рек являются малыми (всего 43 малые реки общей протяженностью 2078 км), также протекают большие и средние реки (Волга, Кума, Западный Маныч, Восточный Маныч, Егорлык) общей протяженностью (в границах региона) 520 км, являющиеся трансграничными. Многие малые реки являют собой временные пересыхающие летом водотоки, стекающие с восточного, западного и южного склонов Ергеней. Наиболее крупная из таких рек — Яшкуль. В западной части республики расположены и небольшие участки бассейнов реки Сал и озёр Большой Маныч, Аршань-Зельмень и Барманцак. Восточная часть республики практически лишена речной сети, которая представлена здесь лишь Волго-Ахтубинской поймой. На юге республики расположены бассейны рек Кумы, Западного и Восточного Маныча. Здесь же развиты и искусственные водотоки – магистральные каналы: Кумо-Манычский, Черноземельский и другие, по которым перебрасывается сток рек, протекающих на сопредельных территориях. Искусственное обводнение Кумо-Манычской впадины существенно опреснило расположенные в её пределах водоемы и водотоки.

## Крупные и средние реки
Самой большой рекой, пересекающей республику, является Волга (длина – 3530 км, площадь водосбора 1 361 000 кв. км, средний расход воды у Волгограда – 8 060 м³/с). В пределах республики расположена лишь небольшая часть ее русла, около 12 км и часть ее поймы - 43 км². Среди других крупных рек, протекающих по территории Калмыкии и относящихся к бассейну Азовского моря - Большой Егорлык (длина – 448 км, площадь водосбора  15 000 кв. км, средний расход воды– 38,2 м³/с), Западный Маныч (длина – 219 км, площадь водосбора  35 400 кв. км) и Восточный Маныч (длина – 141 км, площадь водосбора  12 500 кв. км). К бассейну Каспийского моря относится река Кума (длина – 802 км, площадь водосбора  33 500 кв. км, средний расход воды– 12 м³/с).
Река Большой Егорлык берет начало на северо-восточном склоне горы Стрижамент, впадает в Пролетарское водохранилище. Егорлык — типично степная река с небольшим уклоном и медленным течением. По реке проходит участок юго-западной границы Республики Калмыкия.
Река Западный Маныч - левый приток Дона, берёт начало в месте бывшей бифуркации реки Калаус на Маныч и Восточный Маныч и протекает в долине Манычской ложбины, представляющей собой плоскую аллювиально-морскую равнину.
Река Кума берет начало на северном склоне Скалистого хребта у села Верхняя Мара в Карачаево-Черкесии и течет по направлению к Каспийскому морю. До Минеральных Вод Кума — горная река, с выходом на равнину она приобретает спокойный характер с множеством меандров (ериков). На территории Калмыкии расположена нижняя часть ее бассейна. При выходе на Прикаспийскую низменность, за городом Нефтекумск река Кума разбивается на несколько рукавов. В нижнем течении, на участке 200 км река заключена в искусственное русло – Кумской коллектор. По реке проходит граница республики Калмыкии и Дагестан.
Также на территории Калмыкии находятся истоки рек Джурак-Сал и Кара-Сал, слияние которых образует реку Сал.

## Гидрологический режим
Главным источником питания рек являются талые снеговые воды. Дождевое питание их ничтожно, так как скудные осадки теплого периода года, как правило, не дают стока, полностью испаряются. В соответствии с таким питанием режим рек восточного склона Ергеней характеризуется непродолжительным весенним половодьем и очень малым стоком в остальное время года. Большинство рек непосредственно после весеннего половодья пересыхает до следующего года. На большинстве водотоков бессточной области Западно-Каспийского бассейна весь сток проходит весной в течение 30 - 50 дней, иногда этот срок сокращается до 10 дней. Если сток наблюдается в течение всего года, то большая его часть (70 – 90% годового объема) приходится на кратковременное весеннее половодье. Наиболее значительное родниковое питание имеют реки Яшкуль, Амта-Бургуста, Каменная, Зельмень, Кара-Сал. Всего на территории республики выявлено 110 родников и приурочены они, как правило, к среднему течению рек. На многих реках и балках имеются плотины примитивного устройства, задерживающие талые воды весной и воды редких дождевых паводков летом. Река Элиста (приток реки Яшкуль) имеет постоянный сток благодаря сточным водам города Элисты. Местный поверхностный сток временных водотоков, формирующийся в период снеготаяния, поступает в озера или теряется в многочисленных лиманах и урочищах бессточной территории.
Реки замерзают в конце ноября, первой половине декабря, освобождаются ото льда в марте. Ледоход бывает не каждый год. Чаще ледяной покров образуется путём смерзания постепенно расширяющихся заберегов противоположных берегов, а весной тает на месте. Вода рек отличается высокой минерализацией (свыше 1000 мг/л), которая возрастает с севера на юг. Минерализация сильно колеблется в зависимости от фаз гидрологического режима рек. Весной она уменьшается, летом и зимой увеличивается.

## Список рек
| №  | Название реки        | Длина, км | Устье                  | Район/городской округ                              | Другое название |
| -- | -------------------- | --------- | ---------------------- | -------------------------------------------------- | --------------- |
| 1  | Аксай Курмоярский    | 101       | река Дон               | Сарпинский                                         |                 |
| 2  | Акшибай              | 103       | река Кара-Сал          | Сарпинский                                         |                 |
| 3  | Амта-Бургуста        | 23        |                        | Кетченеровский                                     |                 |
| 4  | Ар-Хара              | 17        | река Шарын-Сала        | Элиста, Целинный, Ики-Бурульский                   |                 |
| 5  | Аршань-Зельмень      | 59        | озеро Ханата           | Сарпинский                                         |                 |
| 6  | Багут-Сала           | 12        | река Шарын-Сала        | Ики-Бурульский                                     |                 |
| 7  | Башанта              | 46        | река Большой Егорлык   | Городовиковский                                    |                 |
| 8  | Большой Мергень      | 29        | река Хара-Зуха         | Приютненский                                       |                 |
| 9  | Большой Гок          | 62        | река Большой Егорлык   | Городовиковский                                    |                 |
| 10 | Большой Егорлык      | 448       | река Западный Маныч    | Городовиковский                                    | Егорлык         |
| 11 | Булгун               | 50        | река Яшкуль            | Целинный                                           |                 |
| 12 | Бурата               | 32        | река Наин-Шара         | Приютненский                                       |                 |
| 13 | Бурата-Сала          | 55        | река Улан-Зуха         | Приютненский, Целинный, Ики-Бурульский, Яшкульский |                 |
| 14 | Бургла               | 21        |                        | Черноземельский                                    |                 |
| 15 | Волга                | 3530      | Каспийское море        | Юстинский                                          |                 |
| 16 | Волочайка            | 84        | озеро Маныч-Гудило     | Приютненский                                       |                 |
| 17 | Восточный Маныч      | 141       | Состинские озёра       | Ики-Бурульский, Черноземельский                    | Маныч           |
| 18 | Гашун                | 13        | река Башанта           | Городовиковский                                    |                 |
| 19 | Гашун                | 21        | река Кегульта          | Целинный, Кетченеровский                           | Гашун-Сала      |
| 20 | Гашун-Бургуста       | 20        |                        | Кетченеровский                                     |                 |
| 21 | Гашун-Сала           | 18        | река Наин-Шара         | Приютненский                                       |                 |
| 22 | Грязная              | 29        | озеро Барманцак        | Малодербетовский                                   | Ельмата         |
| 23 | Дальняя Ласта        | 19        | озеро Барманцак        | Малодербетовский                                   | Южная Ласта     |
| 24 | Джалга               | 88        | озеро Маныч-Гудило     | Яшалтинский                                        | Большая Джалга  |
| 25 | Дзензи               | 12        | озеро Маныч-Гудило     | Приютненский                                       |                 |
| 26 | Дунда                | 62        | озеро Маныч-Гудило     | Яшалтинский                                        | Джалга-Дунда    |
| 27 | Джуве                | 26        | река Хагин-Сала        | Яшалтинский                                        |                 |
| 28 | Загиста              | 90        | река Сал               | Целинный                                           | Зегиста         |
| 29 | Западный Маныч       | 420       | река Дон               | Ики-Бурульский, Приютненский, Яшалтинский          | Маныч           |
| 30 | Зельмень             | 61        | урочище Солёная Грязь  | Сарпинский, Малодербетовский                       |                 |
| 31 | Кара-Сал             | 134       | река Сал               | Сарпинский                                         | Хамхурка        |
| 32 | Кевсала              | 50        | лиман Мешок            | Яшалтинский                                        |                 |
| 33 | Кегульта             | 52        |                        | Кетченеровский                                     |                 |
| 34 | Кенкря               | 24        | река Кара-Сал          | Сарпинский                                         |                 |
| 35 | Кошарская            | 13        | река Зельмень          | Сарпинский                                         |                 |
| 36 | Кума                 | 802       | Каспийское море        | Черноземельский, Лаганский                         |                 |
| 37 | Кёке-Булук           | 13        |                        | Кетченеровский                                     | Шар-Элен        |
| 38 | Лесная               | 22        | река Зельмень          | Сарпинский                                         |                 |
| 39 | Малая Тингута        | 23        | река Большая Тингута   | Малодербетовский                                   |                 |
| 40 | Наин-Шара            | 116       | урочище Лиман Антакур  | Целинный, Приютненский                             |                 |
| 41 | Овата                | 60        |                        | Целинный, Кетченеровский                           | Буран-Гол       |
| 42 | Передняя Элиста      | 13        | река Элиста            | Кетченеровский                                     |                 |
| 43 | Россошь              | 26        | река Аксай Есауловский | Сарпинский                                         |                 |
| 44 | Сал                  | 798       | река Дон               | Целинный                                           | Джурак-Сал      |
| 45 | Сангарцик            | 21        | река Ялмта             | Целинный                                           |                 |
| 46 | Река в Средней балке | 22        | река Ялмата            | Малодербетовский                                   |                 |
| 47 | Средняя Ласта        | 23        | озеро Цаца             | Малодербетовский                                   |                 |
| 48 | Сухой Сал            | 16        | река Кара-Сал          | Сарпинский                                         |                 |
| 49 | Улан-Зуха            | 38        | река Западный Маныч    | Ики-Бурульский, Приютненский                       |                 |
| 50 | Улан-Зуха            | 23        | урочище Цаган-Усун     | Яшкульский                                         |                 |
| 51 | Хагин-Сала           | 64        | лиман Арал-Эмке        | Городовиковский, Яшалтинский                       |                 |
| 52 | Хара-Сала            | 13        | река Хара-Зуха         | Приютненский                                       |                 |
| 53 | Хара-Зуха            | 109       | река Западный Маныч    | Элиста, Приютненский                               |                 |
| 54 | Хулсун-Булук         | 21        | река Яшкуль            | Целинный                                           |                 |
| 55 | Царын-Зельмень       | 26        | озеро Батыр-Мала       | Сарпинский                                         | балка Каменная  |
| 56 | Чикалда              | 101       | озеро Маныч-Гудило     | Приютненский                                       |                 |
| 57 | Шандаста             | 13        | река Наин-Шара         | Целинный                                           |                 |
| 58 | Шаред                | 18        |                        | Ики-Бурульский                                     |                 |
| 59 | Шарын-Сала           | 58        | река Улан-Зуха         | Ики-Бурульский, Яшкульский                         |                 |
| 60 | Элиста               | 44        | лиман Калур            | Сарпинский, Кетченеровский                         |                 |
| 61 | Элиста               | 18        | река Наин-Шара         | Приютненский, Целинный                             |                 |
| 62 | Элиста               | 72        | река Яшкуль            | Элиста, Целинный, Яшкульский                       |                 |
| 63 | Ялмата               | 37        |                        | Малодербетовский                                   |                 |
| 64 | Ялмта                | 45        |                        | Целинный                                           |                 |
| 65 | Яшкуль               | 178       | озеро Деед-Хулсун      | Целинный, Яшкульский                               |                 |